# Notomymar masneri
Notomymar masneri är en stekelart som beskrevs av Yoshimoto 1990. Notomymar masneri ingår i släktet Notomymar och familjen dvärgsteklar.
Artens utbredningsområde är Ecuador. Inga underarter finns listade i Catalogue of Life.